# Związane oczy mam
Związane oczy mam – album zespołu Verba  oraz wokalistki Sylwii Przybysz. Wydawnictwo ukazało się 29 lipca 2016 roku nakładem wytwórni muzycznej My Music.  
Płyta dotarła do 3. miejsca polskiej listy przebojów - OLiS.

## Lista utworów
Opracowano na podstawie materiału źródłowego.
| Nr  | Tytuł utworu                   | Długość |
| --- | ------------------------------ | ------- |
| 1.  | „Związane oczy mam”            | 3:28    |
| 2.  | „Nie powiem ci, że cię kocham” | 3:27    |
| 3.  | „Kochana przyjaciółko”         | 3:09    |
| 4.  | „Wierzyłam w nas”              | 3:18    |
| 5.  | „Rozmyślam noc i dzień”        | 3:05    |
| 6.  | „Dlaczego nie ma cię”          | 3:30    |
| 7.  | „To dla ciebie pragnę żyć”     | 3:17    |
| 8.  | „Chcę się bawić”               | 3:07    |
| 9.  | „Najważniejsza”                | 3:06    |
| 10. | „Jest w moim życiu ktoś”       | 3:29    |
|     |                                | 32:56   |